# Паученко Яків Васильович
Я́ків Васи́льович Пауче́нко (нар. 21 березня 1866, Єлисаветград (тепер Кропивницький), Херсонська губернія, Російська імперія (тепер Україна) — †29 жовтня 1914, там само) — визначний український єлисаветградський архітектор, автор проєктів значного числа будівель у місті (забудова наприкінці XIX — початку ХХ ст.ст.).
Яків Васильович Паученко — рідний дядько відомого художника-авангардиста Олександра Олександровича Осмьоркіна.

## Життєпис
Яків Васильович Паученко народився 21 березня 1866 року в місті Єлисаветграді.
Навчався в рисувальних класах П. О. Крестоносцева при Єлисаветградському земському реальному училищі.

Яків Паученко, 1910-ті

Яків Паученко продовжив митецьку освіту в Училищі живопису, скульптури і архітектури Московського Художнього Товариства. Представивши на річний іспит 1893 року свій архітектурний проєкт, отримав за нього срібну медаль та звання некласного художника архітектури.
Після навчання Я. Паученко повернувся на батьківщину — до Єлисаветграда. Митець володів іконописною, іконостасною та позолотною майстернею, успадкованою від батька, в якій писалися ікони для Успенського собору міста Єлисаветграда та Вознесенського собору міста Бобринця. Однак головним заняттям у житті Я. В. Паученка стала архітектурна творчість у рідному місті.
Якову Васильовичу Паученку судилося стати одним з тих зодчих, які створили неповторний модерновий архітектурний ансамбль історичного центру міста Єлисаветграда. За його проєктами було збудовано чимало будівель міста. Загалом — понад 20 зафіксованих документально об'єктів побудував архітектор (за 48 років життя).
Ось як Єлисаветградська газета «Голос Юга» 1914 року писала про Якова Паученка:
|  | «... ціла низка зведених ним будівель дуже яскраво кажуть про нього, як про талановитого художника-архітектора... Без сумніву заслугою є те, що він першим у нашому місті подав зразки художньої архітектури...» |

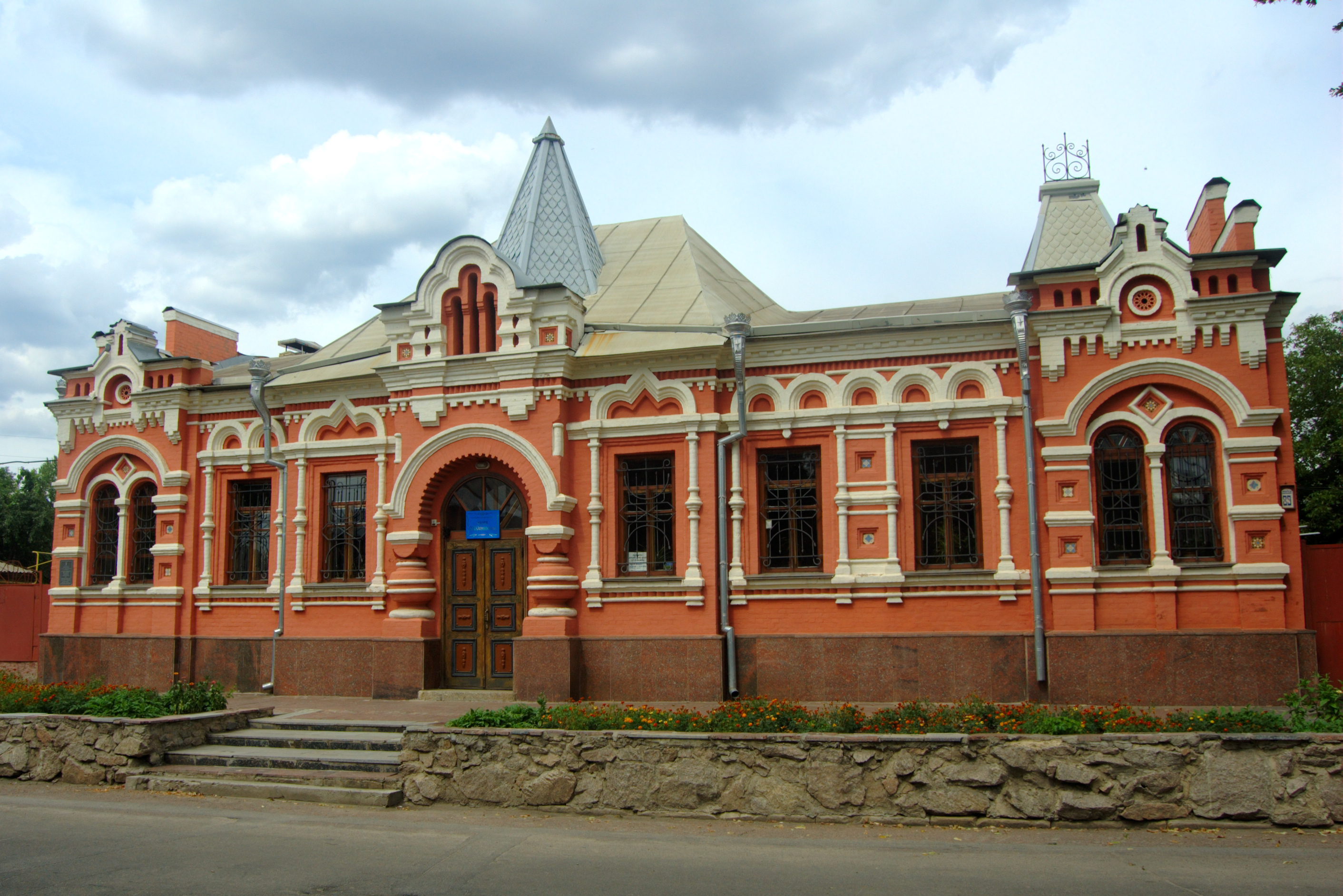
Будинок Я. В. Паученка, зведений за власним проєктом (тепер музей О. О. Осьмьоркіна)

Яків Васильович робив все, що було в його силах, аби привнести в провінційне місто дух культури і мистецтва, а опорою цієї діяльності завжди був його власний будинок (нині — Художньо-меморіальний музей О.О. Осмьоркіна), збудований ним за власним проєктом 1899 року. Ця споруда стала своєрідною візитною карткою архітектора і є високопрофесійним зразком поєднання провідних стильових напрямків архітектури того часу — модерну та «неоруського» (неоросійського). Будинок не лише відображав сутність його творця, але й уособлював в собі найвищу істину мистецтва — свободу вибору. Тут відбувались музичні вечори і театральні прем'єри, тут же складалися проєкти майбутніх архітектурних споруд. Са́ме в цій атмосфері виховувався небіж Я. В. Паученка — Сашко, який згодом став відомим художником, професором живопису Олександром Олександровичем Осмьоркіним.
Помер Яків Васильович Паученко 29 жовтня 1914 року і був похований на Петропавлівському кладовищі (в теперішній час не існує), і могила його зникла під фундаментами новобудов.

## Творчість і пам'ять

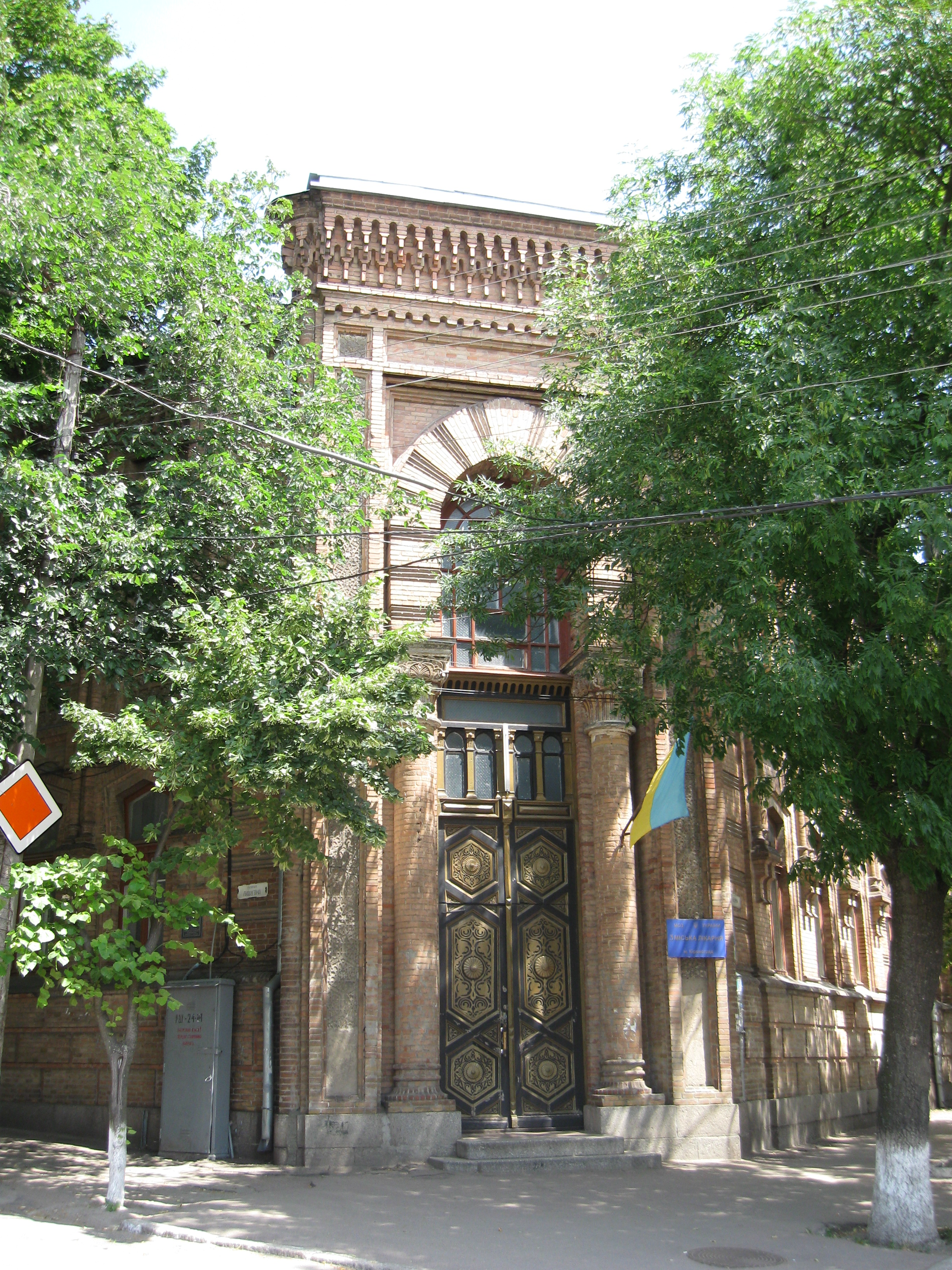
Водолікарня Гольденберга (міська лікарня № З, вул. Вулиця Архітектора Паученка, 45)

Найвідоміші будинки, споруджені за проєктами Я. В. Паученка:
- Театр «Ілюзіон» (школа мистецтв, вул. Дворцова, 7);
- Гостинний двір (вул. Дворцова, 9);
- Будинок купця Соловйова (не зберігся, вул. Дворцова, 13);
- Міжнародний кредитний банк (Ресторан «Prima», вул. Дворцова, 17);
- Водолікарня Гольденберга (міська лікарня № З, вул. Вулиця Архітектора Паученка, 45);
- Власний будинок (художньо-меморіальний музей О.О. Осмьоркіна, вул. Архітектора Паученка, 89);
- Будинок лікаря Мейтуса (дитяча музична школа № 1 ім. Нейгауза, вул. Віктора Чміленка, 65);
- Будинок лікаря Вайсенберга (обласне управління охорони здоров'я, вул. Віктора Чміленка, 74);
- Житловий будинок (вул. Гоголя, 28);
- Лікарня Червоного Хреста Св. Анни (міська лікарня № 2, вул. Ганни Дмитрян, 1);
- Міська лікарня (м. Новомиргород);
- Вознесенський собор (м. Бобринець).

Про митця пам'ятають у рідному місті — у 2002 році Кіровоградською обласною радою засновано обласну премію в галузі архітектури, геральдики та вексилології і декоративно-прикладного мистецтва імені Якова Паученка. В 2016 році вулиця Леніна і частина Дворцової (від Великої Перспективної до Кропивницького) об'єднані в одну вулицю, яка отримала назву вулиця архітектора Паученка.

## Галерея

Яків Васильович Паученко та його рідна сестра Олімпіада Василівна, мати О.О. Осмьоркіна, 1900-ті рр.
Міжнародний кредитний банк, ескіз Якова Паученка
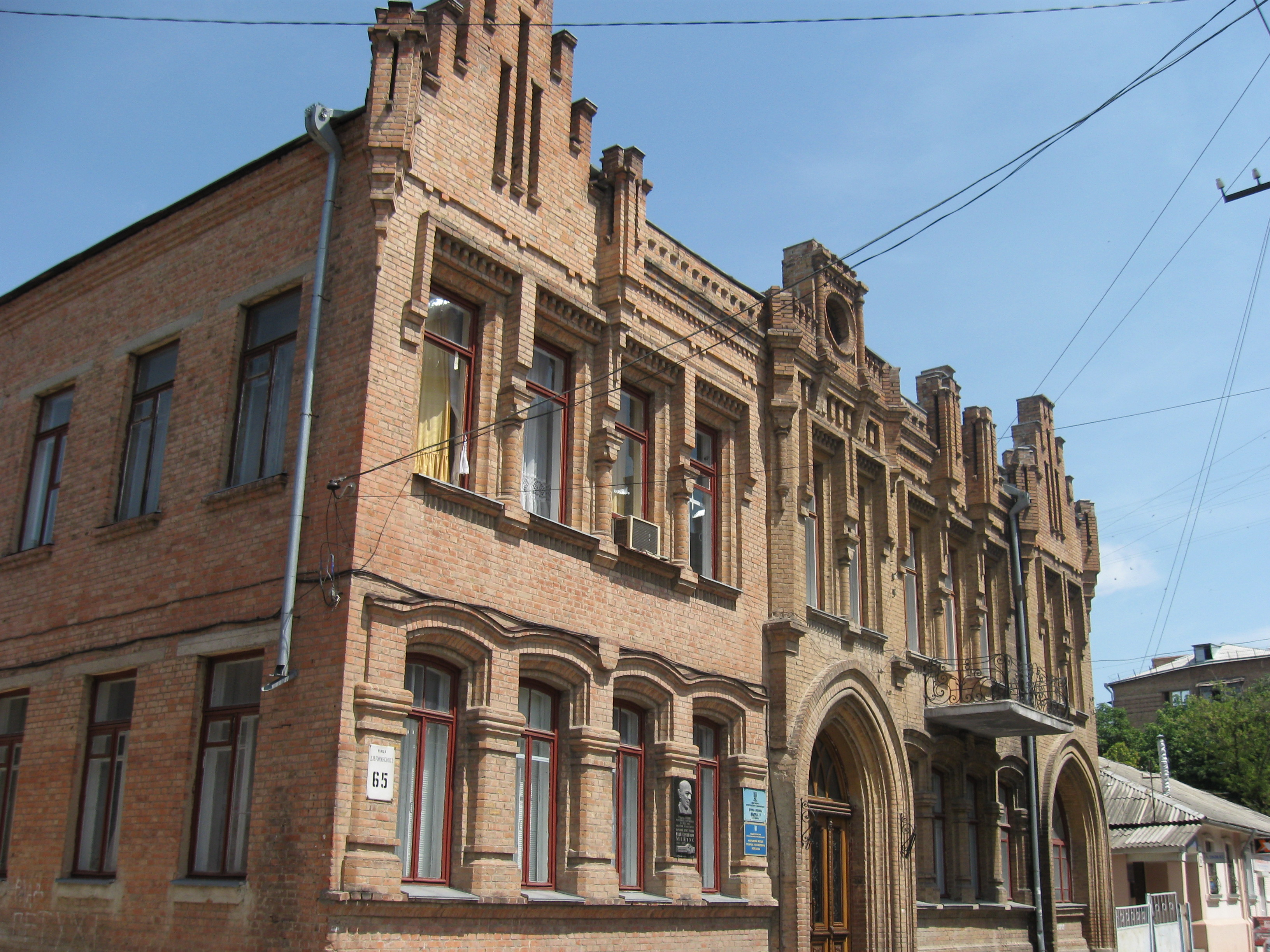
Будинок лікаря Мейтуса (тепер дитяча музична школа №1 ім. Нейгауза, вул. В.Чміленка, 65), сучасний вигляд, 2009
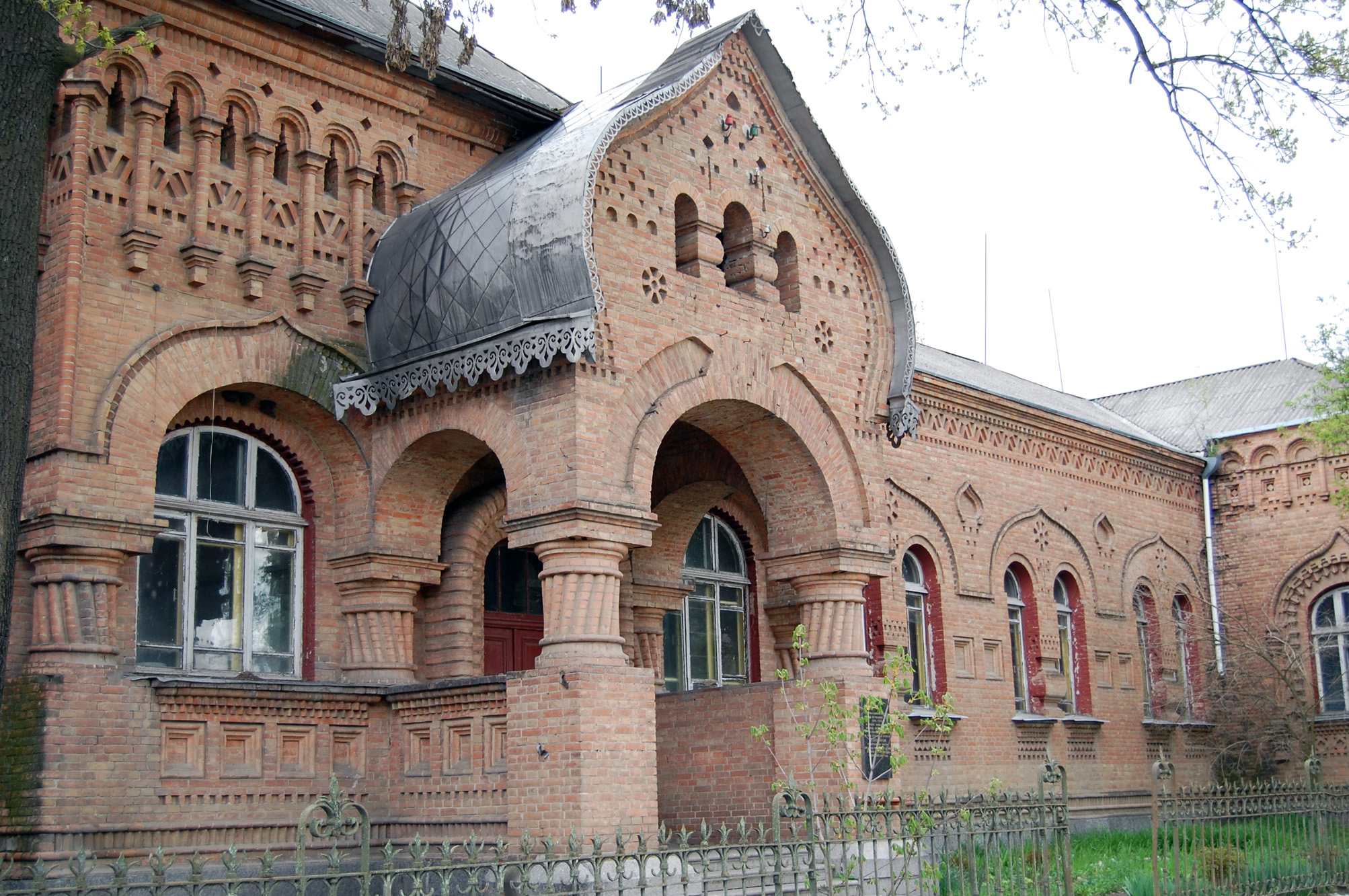
Міська лікарня в Новомиргороді
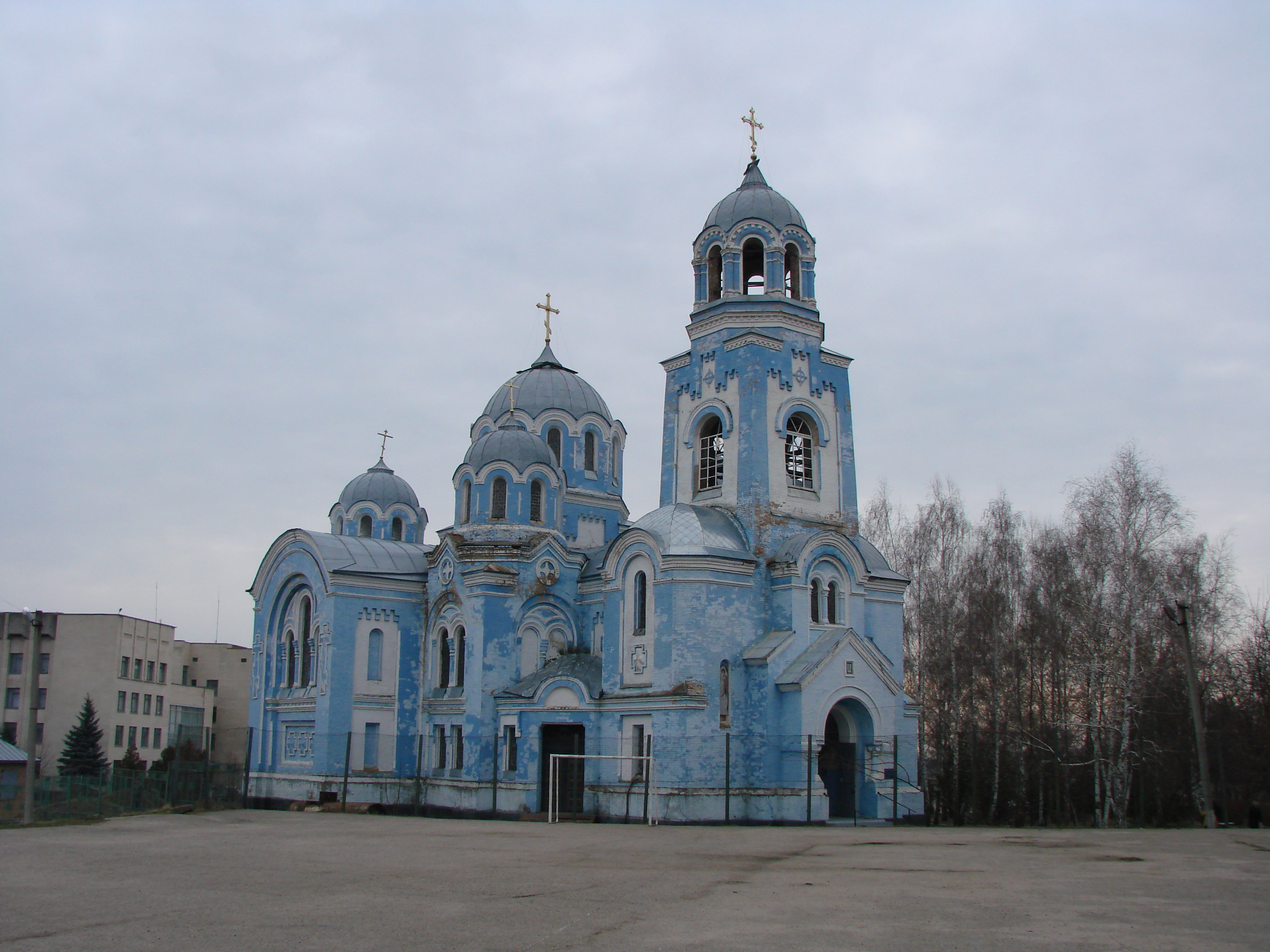
Собор у м. Бобринець
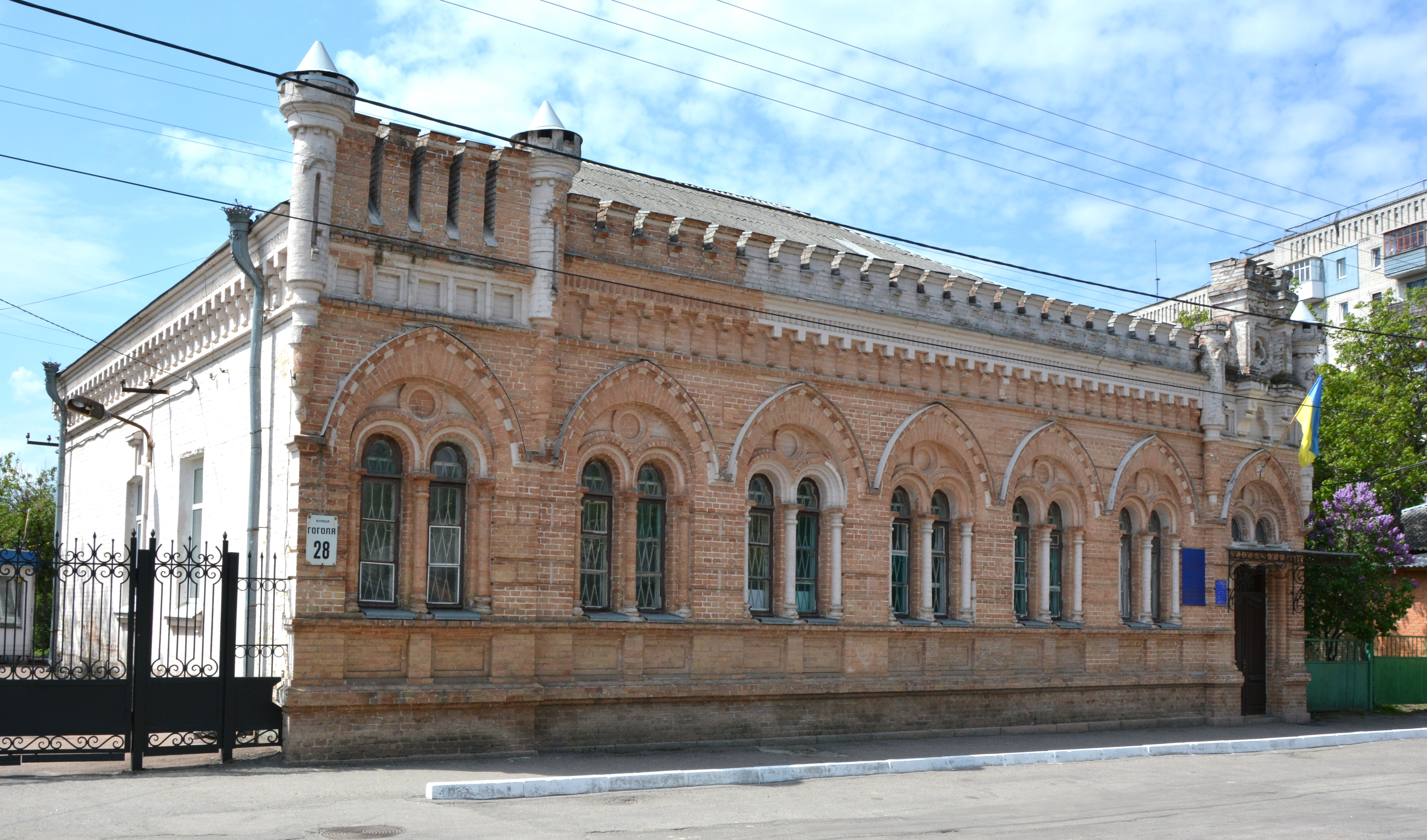
Особняк (вул. Гоголя 28)
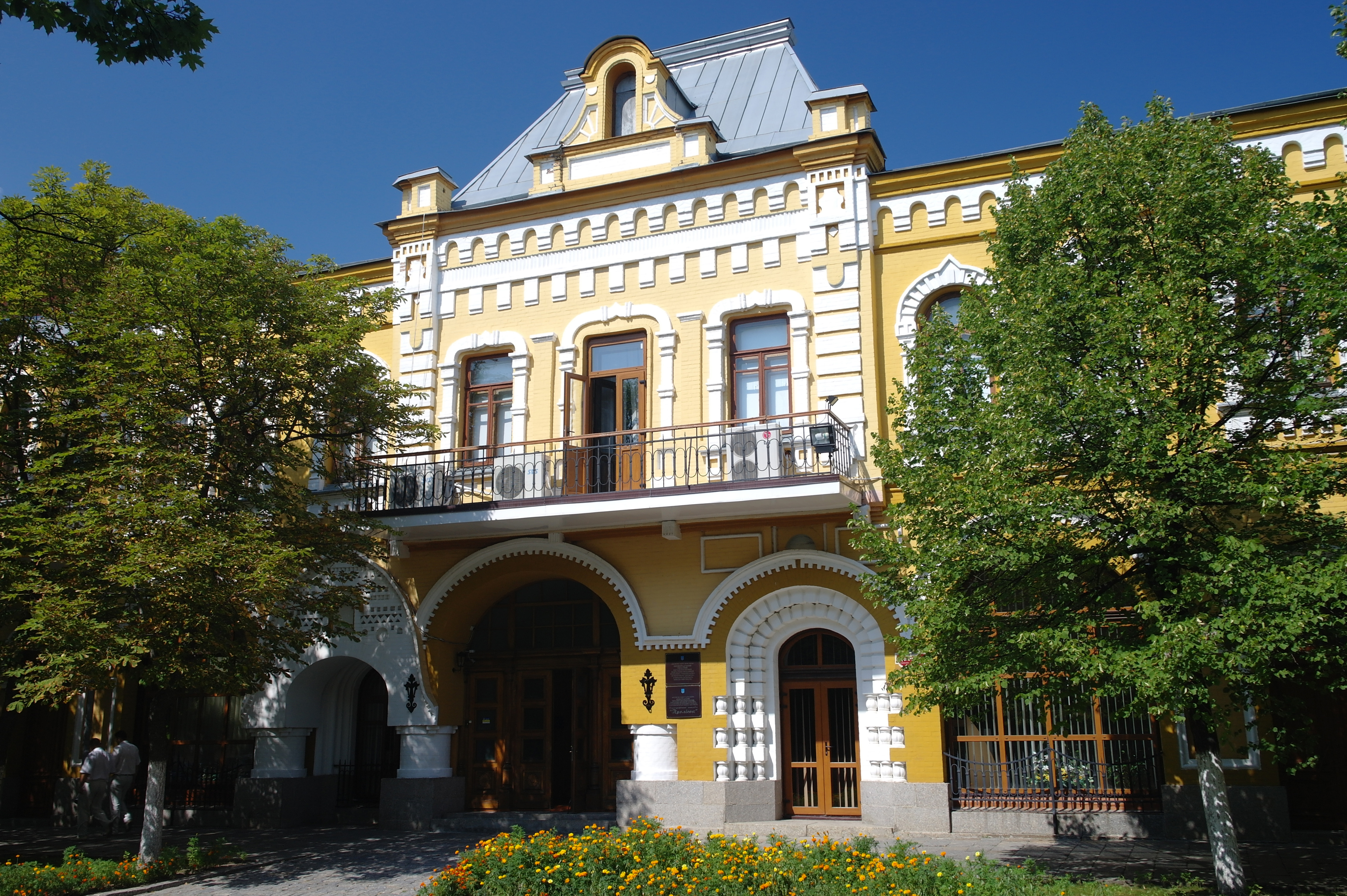
Театр «Ілюзіон» (вул. Дворцова, 7)
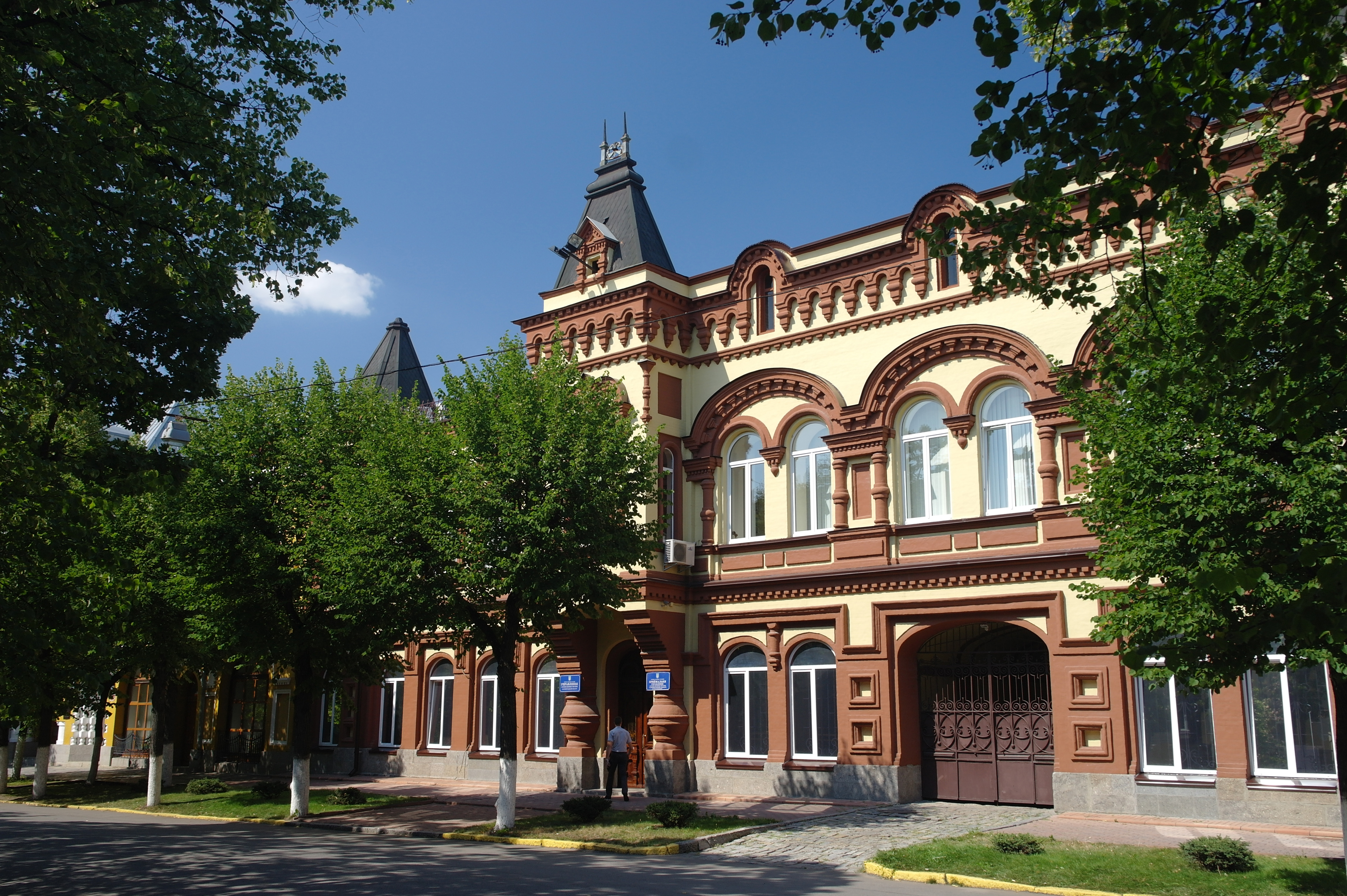
Гостинний двір (вул. Дворцова, 9)
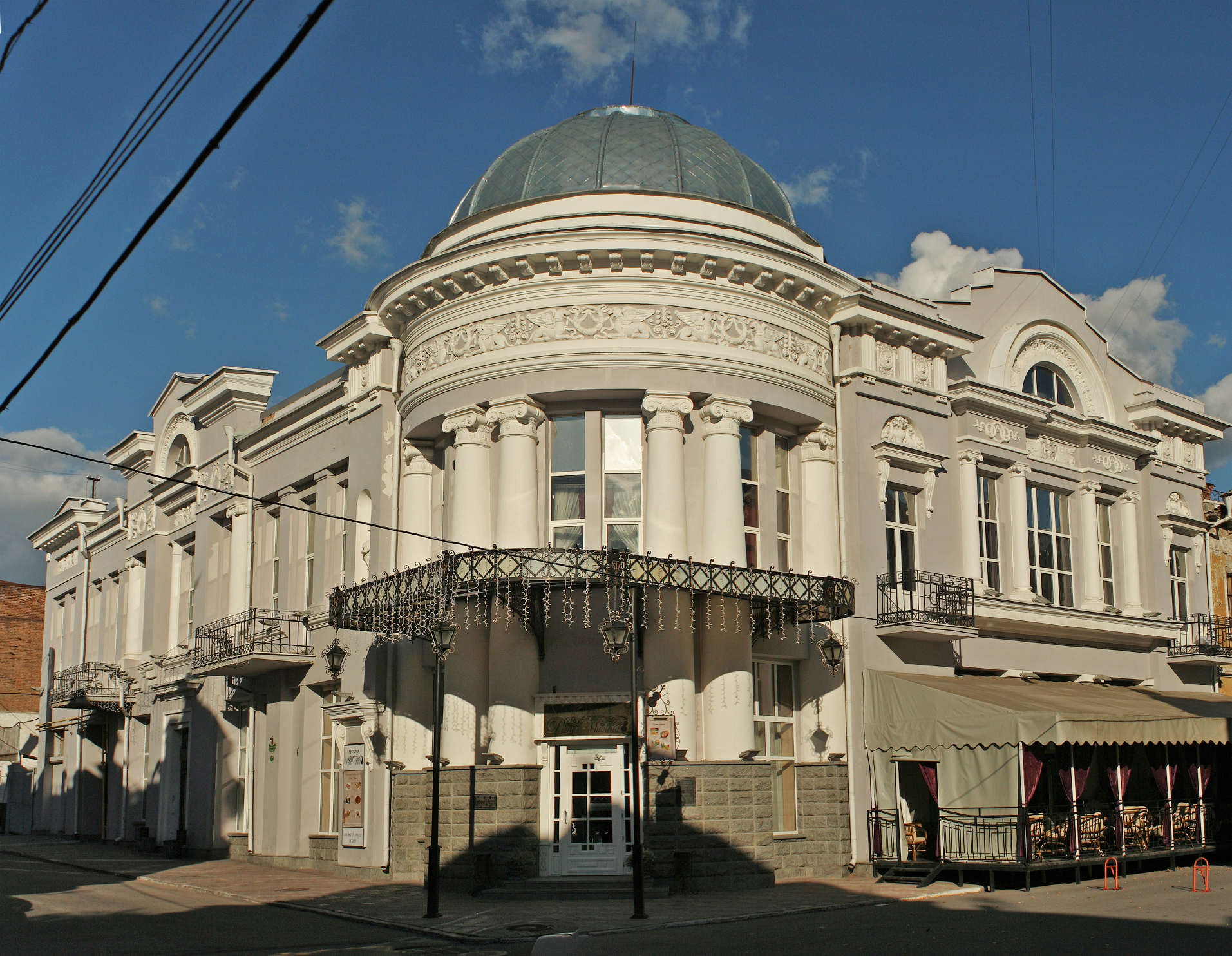
Відділення Петроградського міжнародного банку (вул. Дворцова, 17)
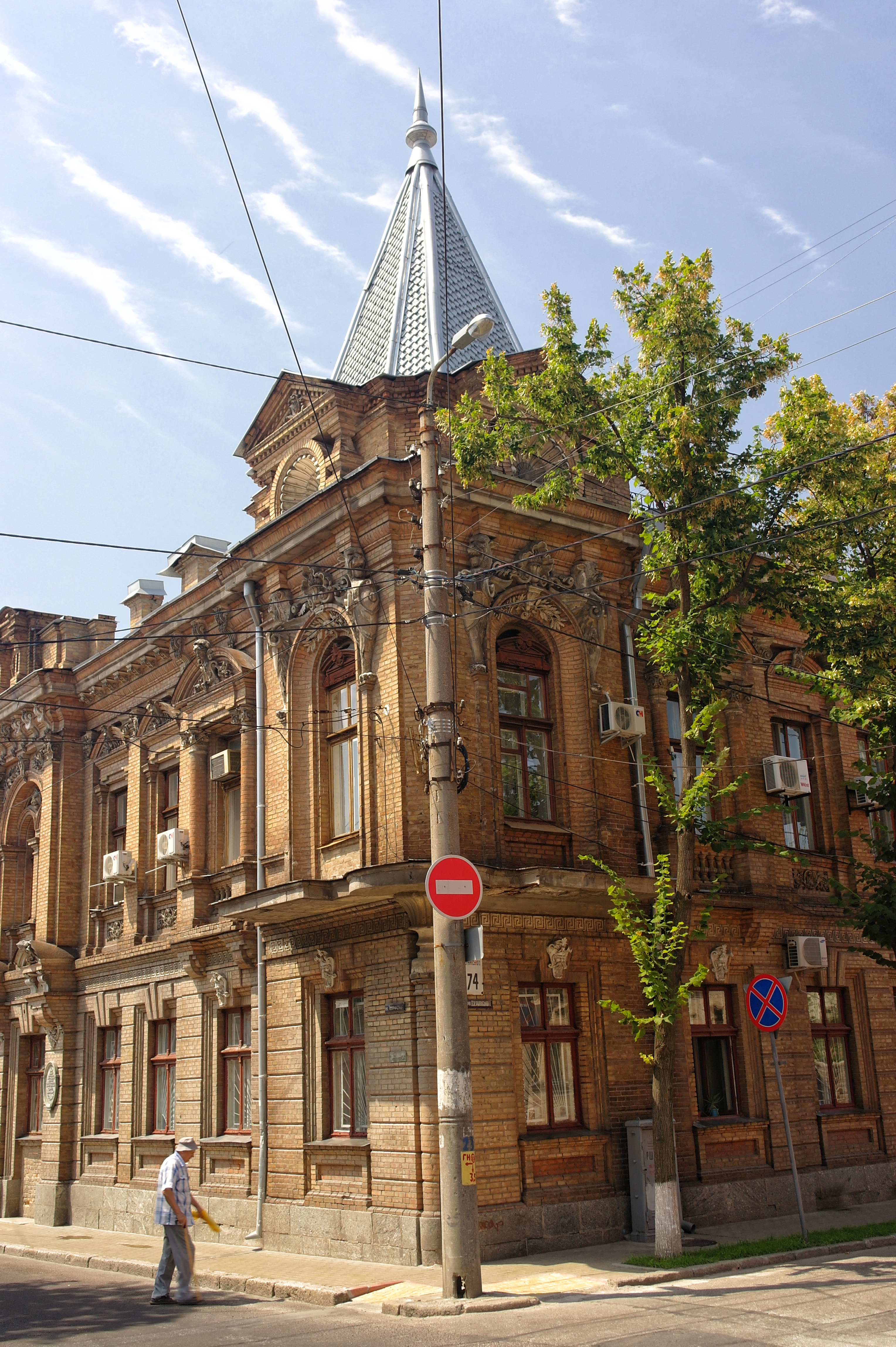
Будинок лікаря Вайсенберга (вул. В. Чміленка, 74)
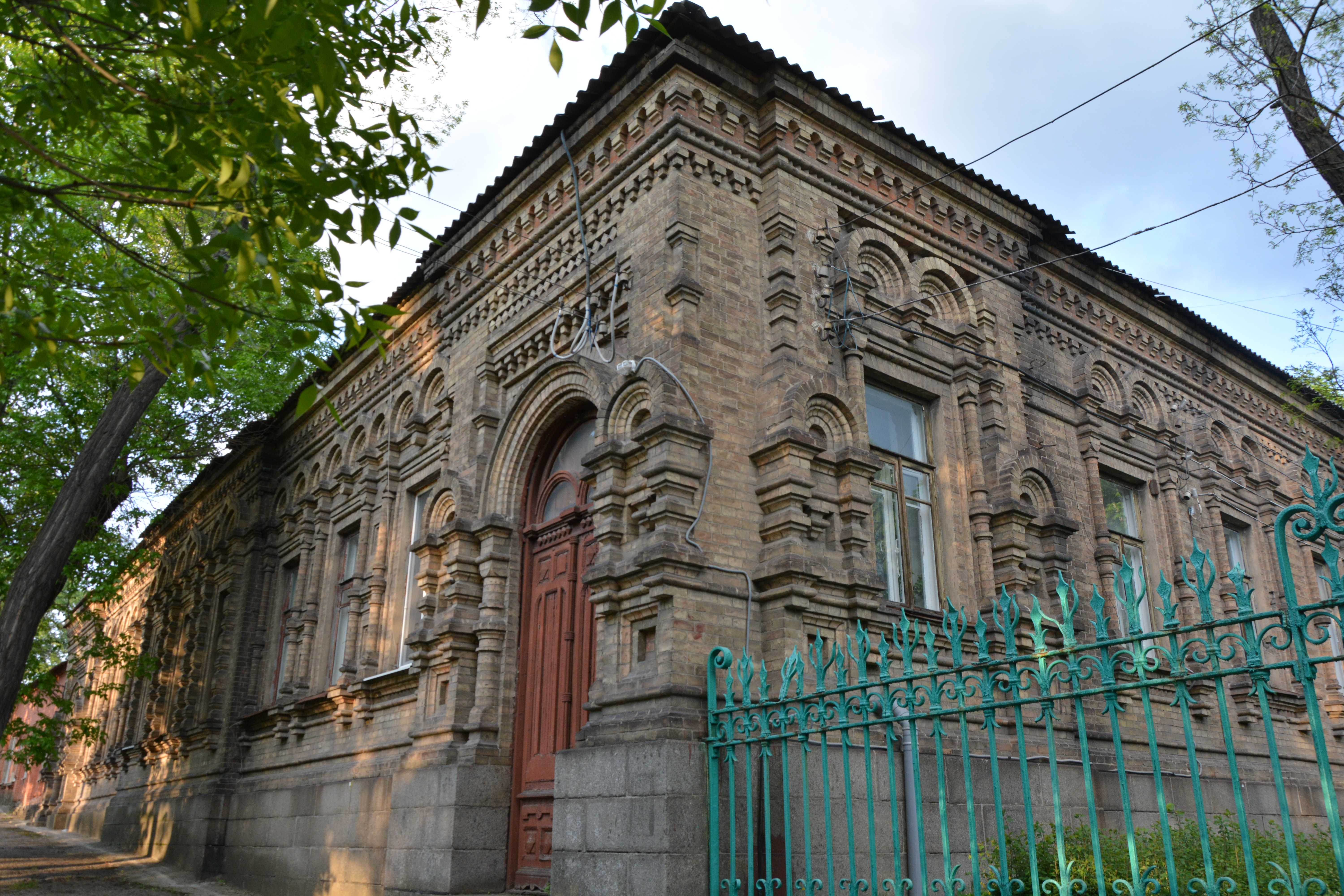
Лікарня Червоного Хреста Св. Анни (міська лікарня № 2, вул. Ганни Дмитрян, 1)